# Шпрінгерле
Шпрінгерле — це різновид південнонімецького печива або печива з рельєфним малюнком, виготовлене шляхом натискання форми на розкачане тісто та висиханням перед випіканням. Це зберігає деталі малюнка поверхні. Хоча історичні форми свідчать про те, що шпрінгерле випікали на релігійні свята та світські заходи протягом року, зараз їх найчастіше асоціюють із різдвяним сезоном.
На швабському діалекті печиво називається anis-brödle і в Швейцарії Anisbrötli (анісова булочка). Назва шпрінгерле, що використовується в південній Німеччині, перекладається буквально як «маленький стрибун» або «маленький лицар», але його точне походження невідоме. Це може стосуватися популярного мотиву коня, що стрибає у формі, або просто підіймається чи «стрибає» тісто під час випікання.
Походження печива можна простежити принаймні до XIV століття в південно-західній Німеччині та прилеглих районах, переважно в Швабії. Одна з найстаріших збережених форм, що зберігається в Швейцарському національному музеї в Цюриху, датується XIV століттям.

## Процес випічки

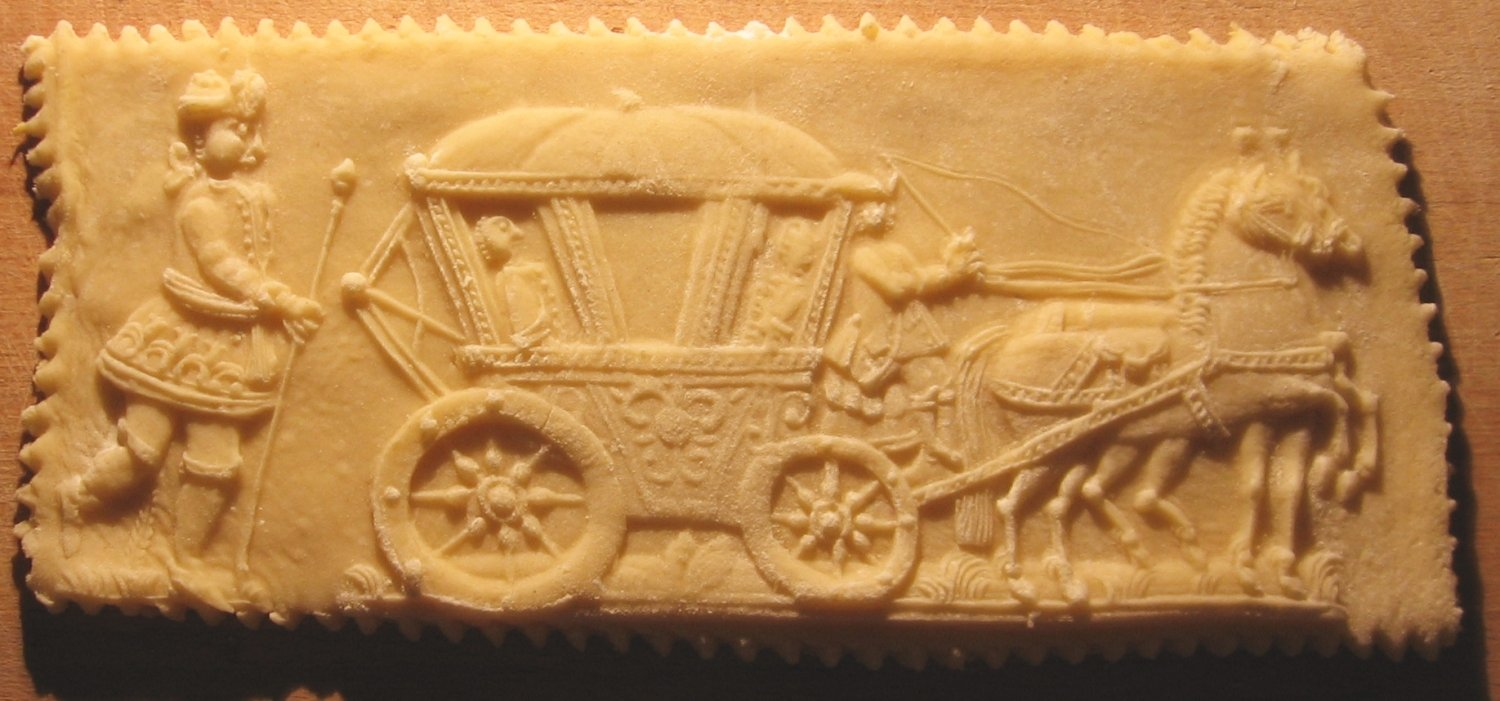
Сире тісто для шпрінгерле, щойно витягнуте з дерев’яної форми для весільної карети (показано вище).
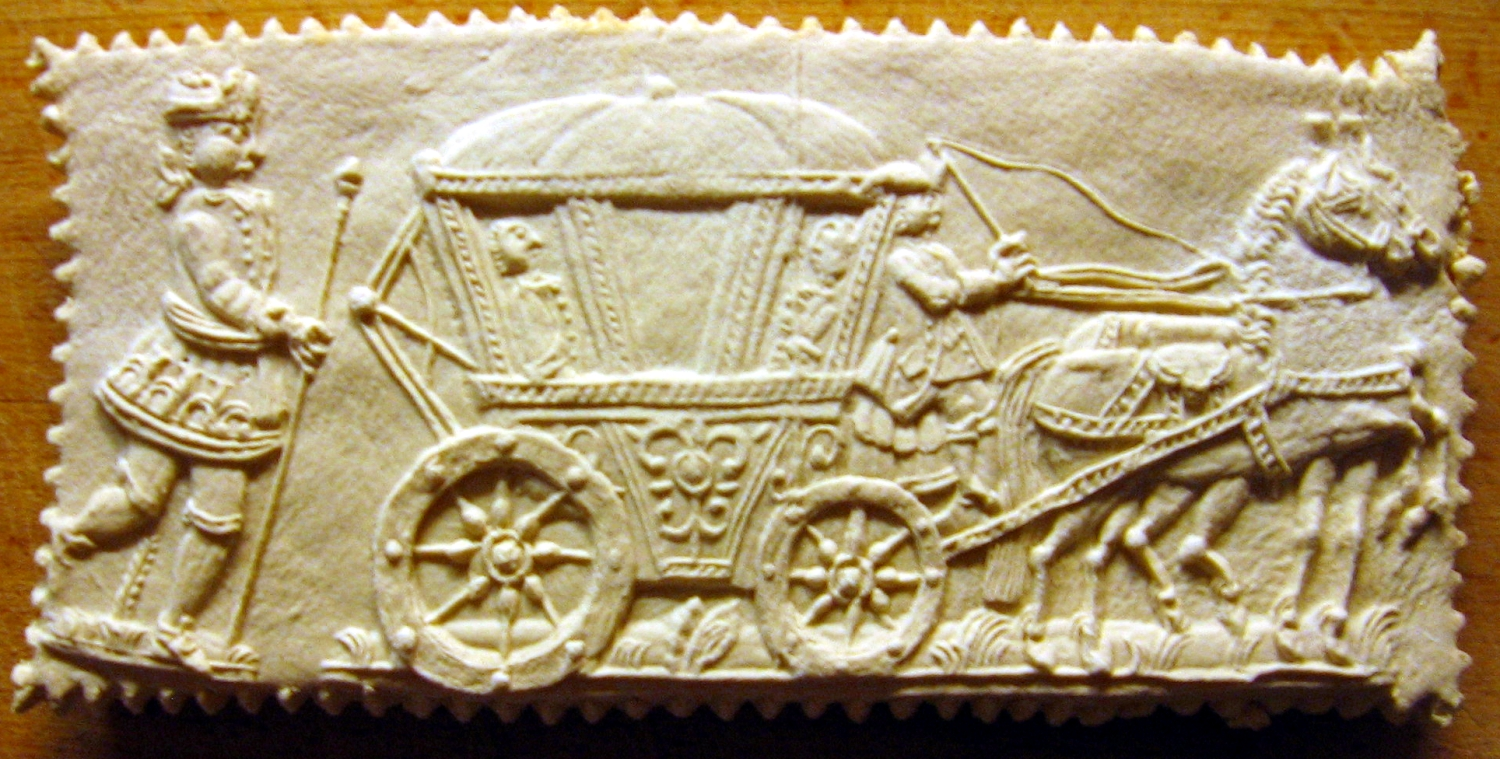
Тісто шпрінгерле після добового сушіння.
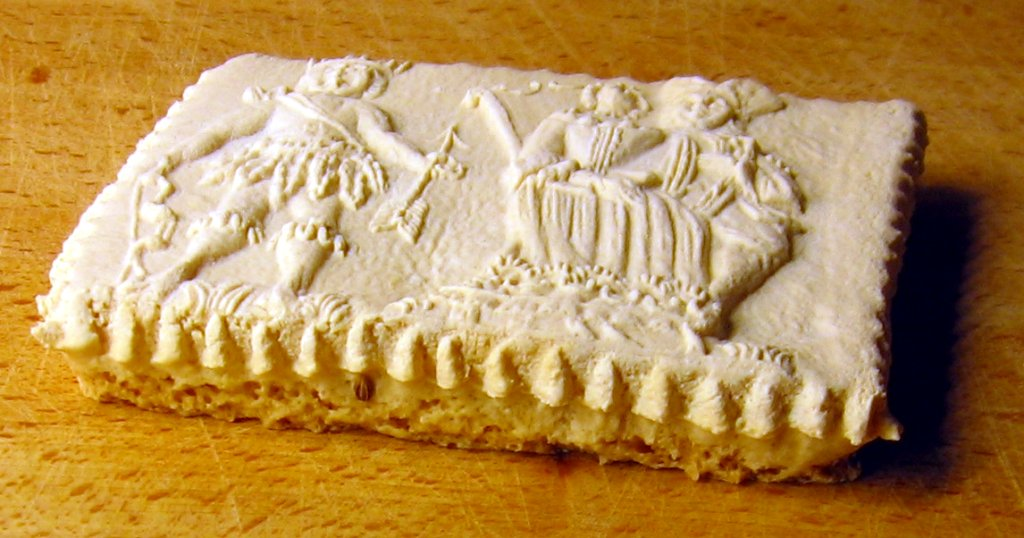
Запечене шпрінгерле з типовою «стопою».

Основними інгредієнтами шпрінгерле є яйця, біле (пшеничне) борошно та дуже дрібний цукор або цукрова пудра. Печиво традиційно має анісовий смак, хоча аніс зазвичай у тісто не домішують; натомість його посипають пилом на деко, щоб бісквіт лежав поверх подрібнених насіння анісу.
У традиційних рецептах шпрінгерле як розпушувач використовується гостророга сіль (карбонат амонію або пекарський аміак). Через те, що гостророга сіль буває важко знайти, у багатьох сучасних рецептах як розпушувач використовується пекарний порошок. Шпрінгерле, приготовані з гостророгої солі, легші та м'якіші, ніж ті, що готуються з розпушувачем. Гостророга сіль також надає шпрінгерле більшої хрусткості та довшого терміну зберігання. Розквашування призводить до того, що під час випікання висота печива збільшується щонайменше вдвічі.
Щоб приготувати шпрінгерле, дуже холодне, круте тісто тонко розкачують і вдавлюють у форму, або видавлюють спеціальною різьбленою качалкою. Тісто знімають з форми, а потім залишають для висихання приблизно на 24 години перед випіканням при низькій температурі на змащених олією деках для випікання, присипаних анісом.
Період сушіння дає час, щоб малюнок у верхній частині печива схопився, щоб печиво мало «спливаючий» ефект від розквашування, утворюючи характерну «стопу» по краях, під формованою поверхнею.

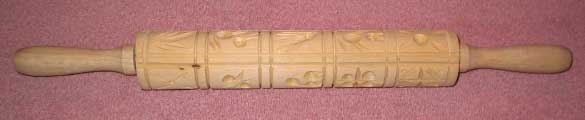
Качалка для шпрінгерле

Випечене печиво тверде, його упаковують для дозрівання протягом двох-чотирьох тижнів. За цей час воно стає ніжним.
Ще один спосіб приготування шпрінгерле — взагалі не охолоджувати тісто. Як правило, після змішування всіх інгредієнтів поверхню можна посипати борошном і використовувати звичайну качалку (також покриту борошном), щоб розкачати тісто приблизно на пів дюйма завтовшки. Верхню поверхню розкачаного тіста, а також спеціальну качалку шпрінгерле посипали борошном. Можна кілька разів вдарити качалкою шпрінгерле по руці, щоб видалити борошно, що прилипло до візерунків, а потім обережно, але міцно розгортати форми. За допомогою ножа вирізають невелике прямокутне печиво (часто 2x1 дюйм) і кладуть його на дерев'яну дошку для висихання на ніч (або принаймні на дванадцять годин). Коли цей процес повторюється, тісто стає більш крихким через додавання борошна і погано тримає форми. Тому важливо розкачувати тісто невеликими порціями (а не відразу), щоб зберегти вологу, щоб печиво міцно з'єдналося. Насіння анісу посипають на листи безпосередньо перед тим, як поставити їх у духовку (зазвичай достатньо приблизно десяти хвилин, але час приготування також залежить від товщини). Також для посилення смаку в тісто можна додати 1-2 чайні ложки екстракту анісу (що нагадує солодку), а кількість печива залежить від товщини. Звичайний рецепт із 4 яйцями та 3-4 склянками борошна може дати від 60 до 144 печинин залежно від товщини та досвіду виробника.

## Пресформа
Форми традиційно вирізають з дерева, хоча доступні також пластикові та гончарні форми. Деревина груші цінується за щільність і міцність. Старіші форми ручної роботи належать до народного мистецтва, зазвичай без підпису та дати. Багато історичних форм зберігаються в музейних колекціях як свідчення місцевих культур, оскільки вони містять релігійні, світські та інші символи, а також показують, яку естетику цінували під час їх різьблення.

Техніка штампування може походити від форм, які використовувалися в деяких християнських традиціях для позначення причасного хліба, і на найдавніших формах були зображені релігійні мотиви, зокрема сцени з біблійних історій і християнські символи. Пізніше, в XVII—XVIII століттях, стали популярними геральдичні теми лицарів і модно одягнених дам. Теми щастя, кохання, весілля та родючості залишалися популярними протягом XIX століття.

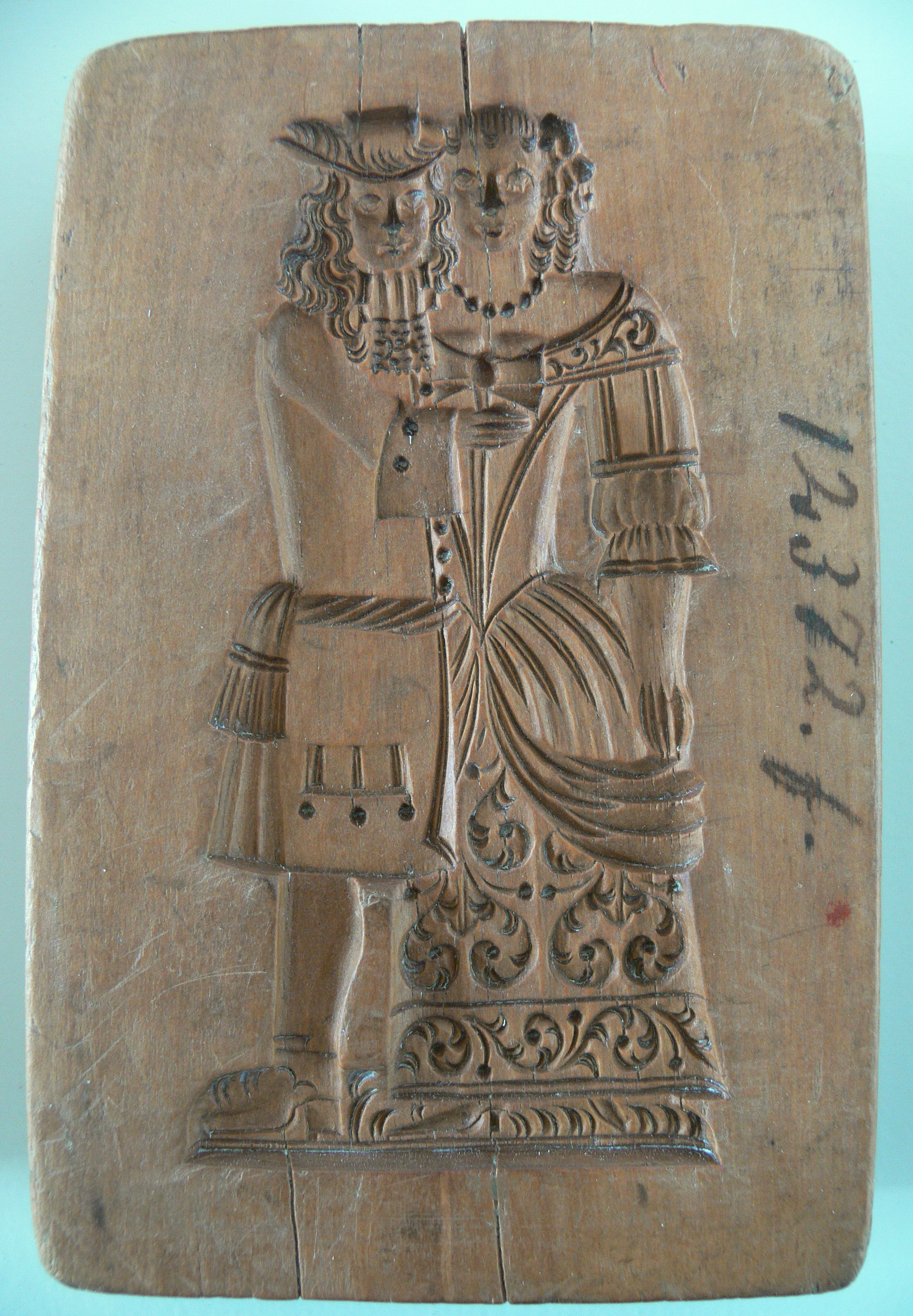
Форма шпрінгерле з Державного музею Вюртемберга
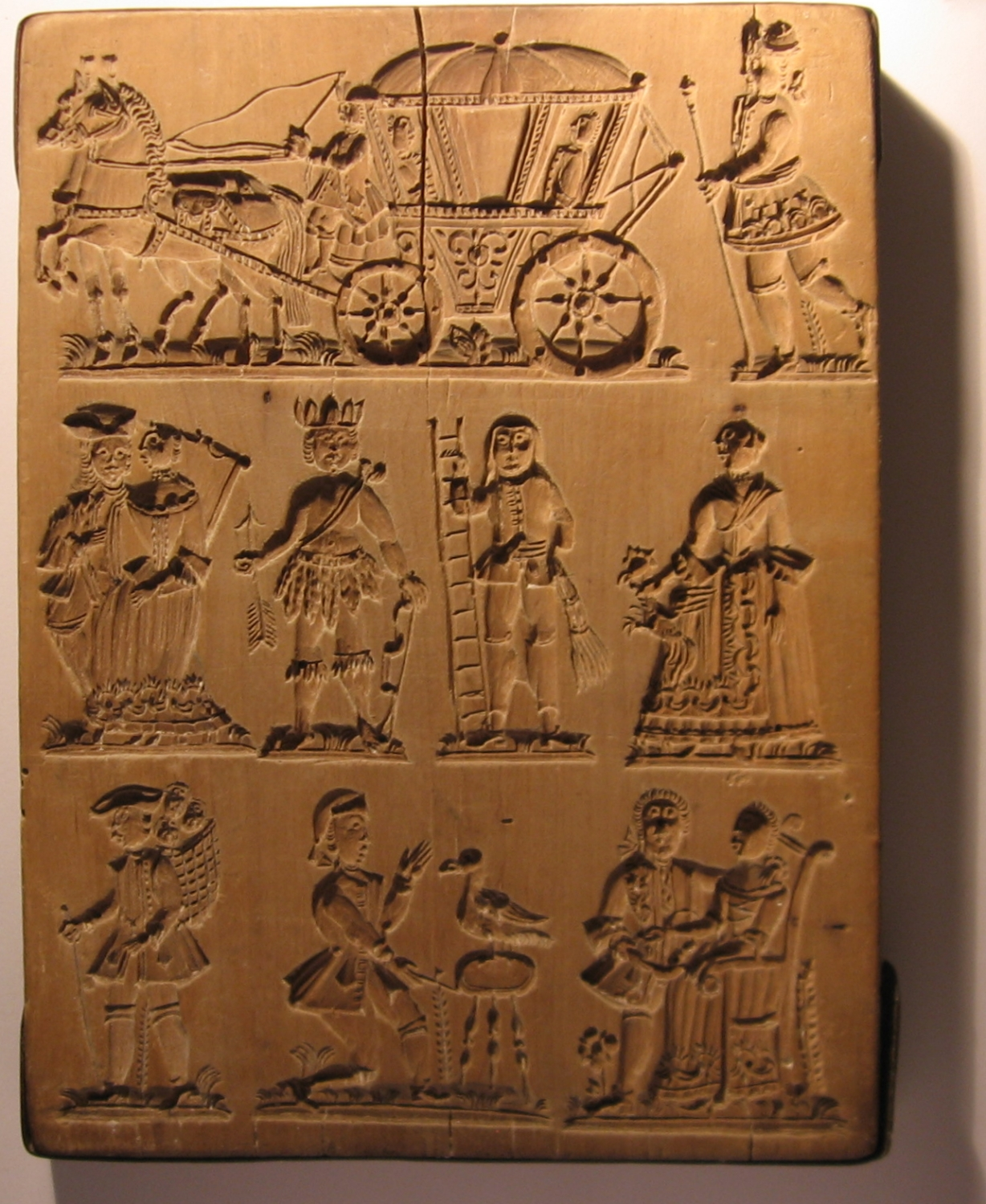
На цьому зліпку зображена весільна карета і багато фігурок.
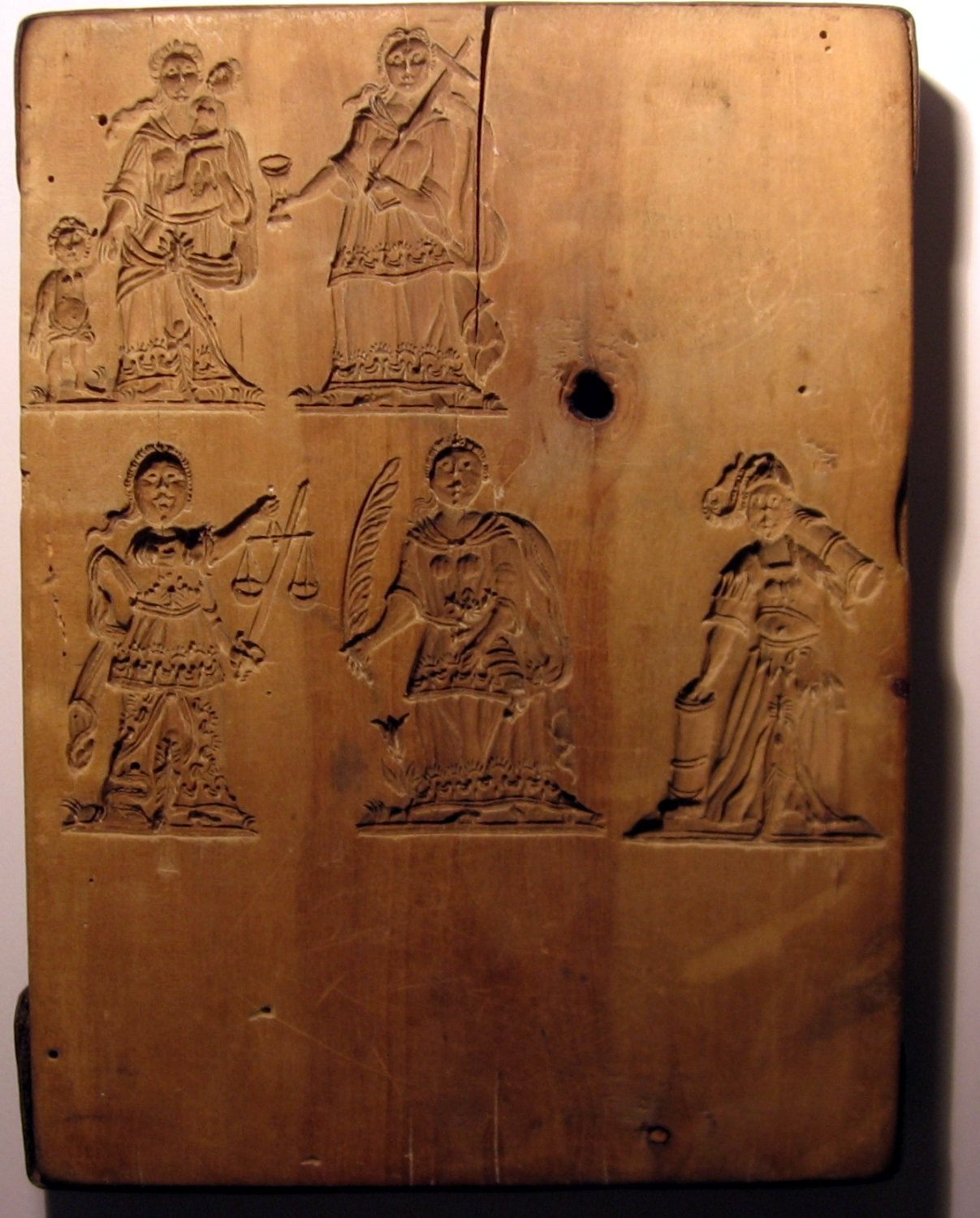
Тильна сторона тієї самої форми, де зображено більше фігур.